# Instituto Tecnológico y de Estudios Superiores de Monterrey, Campus Santa Fe

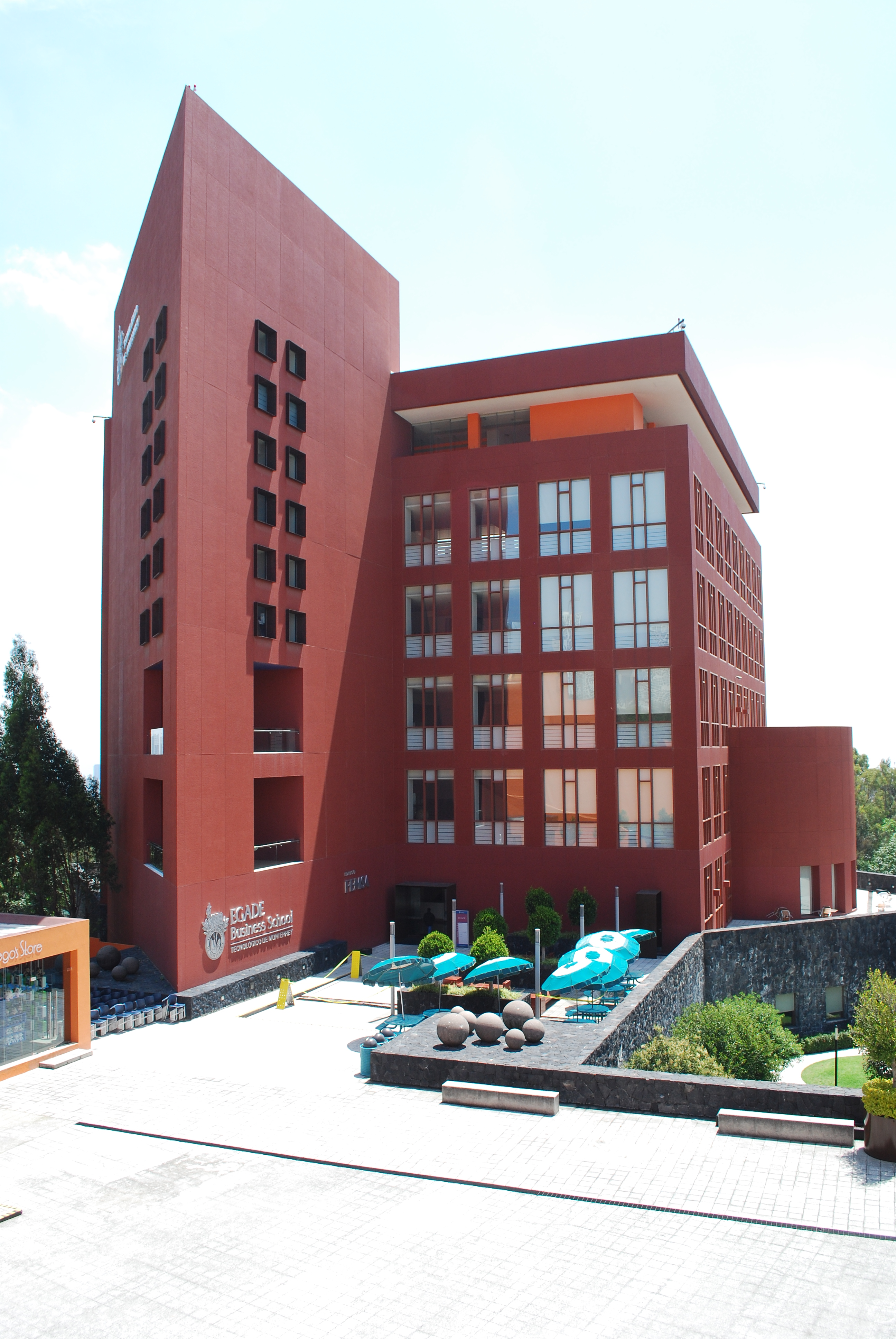
ITESM Campus Santa Fe.

El Instituto Tecnológico y de Estudios Superiores, Campus Santa Fe, generalmente conocido como ITESM Campus Santa Fe o Tec Santa Fe, es un campus del Instituto Tecnológico y de Estudios Superiores de Monterrey ubicado en Santa Fe, Ciudad de México, México.
Esta institución proporciona estudios profesionales, así como programas de preparatoria con programas internacionales; en las modalidades Prepa Tec Bicultural, Prepa Tec Multicultural y Bachillerato Internacional. Este campus se caracteriza por presentar arquitectura moderna realizada por Ricardo Legorreta, teniendo más de 30,000 metros cuadrados de construcción, con más de 3,000 estudiantes.

## Historia

### 1997-2002
La idea de construir el 30.º campus estuvo planeado en el año de 1997, pero el terreno no fue adquirido hasta 1999. La construcción empezó el 19 de marzo del 2001 y el 22 de octubre del 2001, los primeros alumnos y alumnas se comenzaron a mover del Campus de Ciudad del México al de Santa Fe, junto con alumnado nuevo.
Para el fin de su primer año, el Campus Santa Fe tuvo aproximadamente 1,150 alumnos y alumnas, junto con relaciones con 35 empresas de Santa Fe. Además, en esa época comenzaron a existir asociaciones estudiantiles y grupos culturales en dicha institución.

### 2003
Durante el 2003 vino una cabeza nueva para el Campus, el Lic. Salvador Eduardo Garza Boardman, quién había trabajado para el ITESM por más de 10 años. En marzo del 2003 se empezó la construcción para el edificio de preparatoria y en el año siguiente, el campus Santa Fe ganó el primer sitio en su grupo en cuanto a la calidad de infraestructura tecnológica que estuvo medida entre todos los campus.
En este año se firmó un tratado con IBM para colaborar en la investigación en las áreas de computación, electrónica y negocios. El ITESM y HP anunciaron la inauguración del "TEC Centro de Descubrimiento" y la incubadora empresarial se fundó en octubre del 2003.

### 2004
El primer concurso de Creación Literaria y expresión se realizó en estas instalaciones y durante el mes de junio, el edificio de preparatoria estuvo inaugurado por el Dr. Julio E. Rubio, quien reemplazó Salvador Garza como la cabeza del campus.

### 2005
Se creó la nueva misión para el sistema del ITESM y se tuvo a la primera generación de alumnos y alumnas graduadas del Campus, mientras que el Lic. Salvador Garza regresó una vez más para reemplazar Dr. Julio E. Rubio.
En este año, el primer y segundo concurso de "Leyes de vida" fue hecha para estudiantes de preparatoria, el cual era un sitio para expresar sus pensamientos, escribiendo ensayos de cómo ven el mundo.

### 2006
El campus celebró su quinto aniversario, teniendo aproximadamente 3,023 estudiantes, del cual 1,000 era alumnado de preparatoria, 1,482 undergrads y 372 licenciados y licenciadas.
El CCA Centro Comunitario de Aprendizaje, se encontraba en construcción, y proporcionaría a la comunidad de bajos ingresos alrededor del área de Santa Fe un sitio para acceder ordenadores y aprender acerca del material.

## Campus
El Tec de Monterrey Campus Santa Fe está localizado en el borde occidental de la Ciudad de México, en el área de Santa Fe, la cual es probablemente la zona que más rápido ha crecido en el área empresarial en México. Campus Santa Fe empezó sus operaciones en agosto del 2001 y actualmente cuenta con encima 3,600 estudiantes matriculados en preparatoria y universidad.
El campus está localizado en una zona de 13 hectáreas, por lo que ofrece una ancha gama de deportes, eventos culturales e instalaciones de ocio; como un campo de fútbol, baloncesto, tenis, y de voleibol; 1,200 m² para cafetería, "snacks", dos bibliotecas, laboratorios para ciencia e ingeniería y laboratorios de computación.

### Servicios
El estacionamiento libre, así como el transporte a la mayor parte de las áreas principales de la ciudad se ofrece a todos los estudiantes del Tec, además de muchas actividades culturales y atléticas que también se dan de una manera gratuita a todo el alumnado regular e internacional.
El campus está localizado en uno de los centros empresariales más importantes de la ciudad y se encuentra dividido en tres edificios para estudios profesionales y un edificio de preparatoria con su auditorio propio, áreas verdes, biblioteca y zona de comida.
El área profesional tiene 3 salas principales, un auditorio, una biblioteca (una de las bibliotecas más grandes en las universidades de México) y una librería, junto con un centro para tecnologías de información que cuenta con 70 ordenadores divididos por el tipo del software instalado: empresarial, programación, multimedia, diseño. Además, hay un centro Empresarial y una Cámara de Gesell utilizada para estudios de marketing.
Hay nueve laboratorios de ingeniería, entre los cuales se encuentran:
- Laboratorio de transferencia de la energía.
- Centro de tecnologías de la información.
- Laboratorio de Control e Industrial Networking.
- Fabricación y productividad.
- Laboratorio de Mecánica.
- Laboratorio de electrónica integral y de sistemas.
- Laboratorio de telecomunicaciones y de instrumentación.
- Laboratorio de cómputo de diseño y fabricación.
- Laboratorio de seguridad informática.

## Vida estudiantil

### Deportes
Campus Santa Fe ofrece una ancha gama de deportes, eventos culturales e instalaciones de ocio. Cuenta con dos canchas de baloncesto, dos canchas de tenis y un campo para futbol soccer y futbol americano junto con una pista de correr y un gimnasio. 
El programa de Fútbol Americano actualmente cuenta con categorías infantiles y juvenil. La primera participa en la liga FADEMAC y la segunda en la CONADEIP. De 2010-2015, el Campus contaba con el programa de liga mayor, sin embargo, en 2015 se fusionaron los programas del Campus Ciudad de México, Campus Santa Fe y Campus Estado de México para formar Borregos México, mismo equipo que está basado en el Campus Estado de México. Sin embargo, el equipo juvenil quedó campeón en 2018 y en Tocho Bandera Femenil, Santa Fe fue campeón nacional en 2018 y 2019.

### Cultura
El departamento ofrece 32 talleres, entre ellos, las siguientes disciplinas: Cinematografía, danza, ballet, canto, danza moderna, danza árabe, pintura, literatura, expresión corporal, flamenco, fotografía, guitarra, producción radiofónica, locución, y teatro.
El campus tiene los siguientes grupos culturales representativos:
- Teatro.
- Flamenco.
- Música.
- Técnico y personal de producción.

## Organizaciones Estudiantiles
Durante los últimos años, los grupos estudiantiles de la Universidad han conseguido conferencias por parte de Tony Blair y Howard Shultz, CEO de Starbucks, entre otros eventos.

### Grupos estudiantiles
Los grupos estudiantiles los conforman estudiantes organizados por un objetivo en común. 
| Nombre del grupo   | Año de fundación | Objetivos | Logo |
| ------------------ | ---------------- | --------- | ---- |
| Dar Más por México |                  |           |      |
|                    |                  |           |      |

### Sociedades de Alumnos
Las sociedades de alumnos son la representación del estudiantado de las carreras.  

## Comunidad estudiantil
Actualmente los costos se encuentran aproximadamente entre los $20,000 USD, haciendo del Tec Santa Fe una de las universidades más caras en México y Latinoamérica.

## PrepaTec
El Campus Santa Fe ofrece tres programas de Prepatoria:
- Bicultural
  - Dominio del idioma inglés como segunda lengua (hasta 16 materias en inglés)
  - Proyectos interdisciplinarios
  - Experiencia internacional (opcional)
  - Liderazgo
  - Formación estudiantil
- Multicultural
- Bachillerato Internacional.

## Programas
Ofrece programas en las áreas de Ingeniería, Ambiente Construido, Estudios Creativos, Negocios y Ciencias Sociales y Gobierno:
- Negocios
  - Licenciado en Contaduría Pública y Finanzas
  - Licenciado en Finanzas
  - Licenciado en Emprendimiento
  - Licenciado en Mercadotecnia
  - Licenciado en Negocios Internacionales
  - Licenciado en Desarrollo de Talento y Cultura Organizacional
  - Licenciado en Inteligencia de Negocios
- Ciencias Sociales
  - Licenciado en Economía
  - Licenciado en Derecho
  - Licenciado en Gobierno y Transformación Pública
  - Licenciado en Relaciones Internacionales
- Ambiente Construido
  - Arquitecto
  - Ingeniero Civil
- Estudios Creativos
  - Licenciado en Animación y Arte Digital
  - Licenciado en Comunicación
  - Licenciado en Tecnología y Producción Musical
  - Licenciado en Periodismo
- Ingeniería
  - Se divide en cuatro AVENIDAS (Tec21):
    - Ingeniería-Innovación y Transformación
      - Ingeniero Civil
      - Ingeniero en Innovación y Desarrollo
      - Ingeniero Mecánico
      - Ingeniero en Electrónica
      - Ingeniero Industrial y de Sistemas
      - Ingeniero en Mecatrónica.

    - Ingeniería-Computación y Tecnologías de Información
      - Ingeniero en Robótica y Sistemas Digitales
      - Ingeniero en Transformación Digital de Negocios
      - Ingeniero en Tecnologías Computacionales

    - Ingeniería-Bioingeniería y Procesos Químicos
      - Ingeniero en Biosistemas Agroalimentarios
      - Ingeniero en Biotecnología
      - Ingeniero Químico
      - Ingeniero en Alimentos
      - Ingeniero en Desarrollo Sustentable

    - Ingeniería-Ciencias Aplicadas

## Posgrados
- Maestría en Administración Empresarial
- Maestría en Finanzas
- Global MBA
- Ejecutivo MBA